# 제임스 헨리 모리스
제임스 헨리 모리스(James Henry Morris, 1871년 6월 26일 ~ 1942년 2월 16일)은 미국의 기술자이자 사업가이다. 1897년에 미국의 지원을 받아 경인선에 사용할 철로, 전등 및 공공 수도시설 등을 건설하였다. 모리스도 이 때 한국에 와서 사업에 뛰어들었다. 이후 로제타 셔우드 홀 등 개신교 선교사들의 선교사업에 도움을 주었다.

## 참고 문헌
- Fisher, J. Earnest. 『Pioneera of modern Korea』 Korea: Sam Sung Printing Co. Ltd., 1977
- 한국기독교역사연구소, 『내한선교사 총람1884-1984』 서울: 한국기독교역사연구소, 1996.
- 기독교대백과사전편찬위원회, 『기독교대백과사전 6권』 서울: 기독교문사, 1984
- 전택부, 『한국기독교청년회운동사』 서울: 홍성사, 2017